# Federazione dei Gay Games
La Federazione dei Gay Games (Federation of Gay Games, FGG) è l'organizzazione sportiva LGBT internazionale che gestisce e promuove l'organizzazione dei Gay Games, il maggior evento sportivo LGBT internazionale, con cadenza quadriennale.

## Obiettivi e principi
La Federazione dei Gay Games si pone l'obiettivo di incoraggiare e irrobustire l'auto-rispetto delle persone LGBT in tutto il mondo e di promuovere il rispetto da parte delle persone non-LGBT usando come mezzo un evento sportivo e culturale internazionale a cadenza quadriennale, i Gay Games.
Un principio fondamentale della Federazione è che l'evento deve avere carattere inclusivo e che nessun partecipante possa essere escluso sulla base di orientamento sessuale, genere, razza, religione, nazionalità, provenienza etnica, idee politiche, capacità atletiche e artistiche, età o condizioni di salute e abilità fisica. In base a questo principio fondamentale di non discriminazione, i Gay Games sono un evento aperto a tutti, eterosessuali compresi, e non riservato esclusivamente alle persone LGBT.

## Storia
L'idea dei Gay Games fu concepita nel 1980 a San Francisco da un gruppo di cui facevano parte Tom Waddell, un decatleta statunitense che aveva partecipato alle Olimpiadi del 1968, Mark Brown e Paul Mart. Secondo le intenzioni di Tom Waddell, l'evento si ispirava al concetto che la meta ultima di qualsiasi atleta in una gara deve essere tentare di dare il meglio di sé. Il comitato organizzatore venne identificato nel gruppo San Francisco Arts & Athletics (SFAA) e le prime due edizioni dei Gay Games si svolsero a San Francisco nel 1982 e nel 1986.
Dopo la scomparsa di Waddell nel 1987, il direttivo della SFAA decise di allargare il comitato organizzatore accettando nuovi gruppi membri anche al di fuori dell'area di San Francisco e nel 1989 cambiò la sua denominazione in quella attuale di Federazione dei Gay Games.
La Federazione proseguì nel suo impegno di organizzare i Gay Games con cadenza quadriennale e a partire dal 1990 iniziò ad adottare criteri molto rigorosi per la scelta della città ospitante, ispirati a quelli seguiti per le Olimpiadi, con un'attenzione particolare alla sostenibilità economica dell'evento. Il successo dell'iniziativa portò infatti i Gay Games a diventare rapidamente il più importante evento sportivo LGBT mondiale anche in termini numerici, con una partecipazione via via crescente e sempre più internazionale, con cifre paragonabili a quelle delle Olimpiadi. Di conseguenza, anche gli aspetti legali e contrattuali legati all'organizzazione dei Gay Games divennero sempre più complessi: la Federazione infatti non si occupa direttamente dell'organizzazione dell'evento, che viene demandata ai gruppi e comitati professionali e volontari della città ospitante, ma ne segue con estrema attenzione tutte le fasi e gli sviluppi sia per verificare l'adempienza ai termini contrattuali sia per controllare l'effettiva sostenibilità dell'evento.
Questa attività di controllo ebbe un risvolto inatteso nel 2003, quando la Federazione espresse forti perplessità riguardo alle dimensioni dell'edizione 2006 che si stava organizzando a Montréal. Secondo la Federazione, gli obiettivi che si erano fissati gli organizzatori erano troppo ambiziosi, con un elevato rischio di un deficit economico significativo, e chiese al comitato di Montreal di ridimensionare l'evento. Gli organizzatori di Montreal però non accettarono tale richiesta e, dopo una lunga serie di discussioni e di tentativi di mediazione, non essendo stato possibile arrivare a un punto di accordo, si verificò un fatto senza precedenti. La Federazione revocò il mandato a Montreal e assegnò l'organizzazione dei Gay Games 2006 a Chicago. Gli organizzatori di Montreal decisero di proseguire comunque anche senza il beneplacito della Federazione e diedero vita alla prima edizione dei World Outgames, patrocinata dalla Gay and Lesbian International Sport Association (GLISA), costituitasi per l'occasione.
Quando anche la GLISA annunciò che i World Outgames sarebbero divenuti un evento a cadenza quadriennale, vi fu un periodo di attrito con la Federazione dei Gay Games che terminò quando le due organizzazioni trovarono un punto di accordo stabilendo che i due eventi avrebbero mantenuto la periodicità quadriennale ma si sarebbero svolti in anni diversi in modo da non entrare in aperta concorrenza tra loro.

## Composizione e organizzazione
La Federazione è composta da un insieme di organizzazioni e federazioni sportive LGBT di tutti i continenti.
L'organismo decisionale è l'Assemblea, costituita dai rappresentanti nominati dalle organizzazioni partecipanti, mentre l'organismo esecutivo è costituito dal Consiglio Direttivo, eletto dall'Assemblea e presieduto per statuto da due co-presidenti, un uomo e una donna. Sono previsti inoltre membri onorari, tipicamente gli ex-copresidenti o persone che si sono particolarmente distinte per l'impegno verso la Federazione.
A gennaio 2009 la Federazione comprende membri dall'America del Nord (Stati Uniti d'America e Canada), dall'Europa (Francia, Germania, Regno Unito, Bielorussia e Bulgaria), dall'Africa (Sudafrica) e dall'Oceania (Australia) nonché le seguenti federazioni LGBT internazionali:
- International Gay and Lesbian Football Association (IGLFA), calcio
- International Gay and Lesbian Aquatics (IGLA), nuoto, pallanuoto, tuffi e nuoto sincronizzato
- International Association of Gay and Lesbian Martial Artists (IAGLMA), arti marziali
- International Front Runners (IFR), atletica
- International Gay Bowling Organization, bowling
- International Gay Figure Skating Union, pattinaggio artistico
- Gay & Lesbian Tennis Alliance, tennis

Sono inoltre presenti con lo status di membro associato rappresentative di gruppi sportivi LGBT del Cile, della Croazia e degli Stati Uniti d'America.